# Auberives-sur-Varèze
Auberives-sur-Varèze là một xã thuộc tỉnh Isère, vùng Rhône-Alpes đông nam nước Pháp. Xã này nằm ở khu vực có độ cao từ 169-256 mét trên mực nước biển.